# Protivín
Protivín település Csehországban, Píseki járásban. Protivín Žďár, Skály, Tálín, Heřmaň, Písek, Temelín, Všemyslice, Dříteň, Vodňany, Číčenice és Pohorovice településekkel határos. Lakosainak száma 4799 fő (2024. január 1.).

## Népesség
A település lakosságának változását az alábbi diagram mutatja:
| Lakosok száma | 4362 | 5940 | 6058 | 5202 | 5248 | 4811 | 4876 | 4830 | 4663 | 4799 |
|               | 1869 | 1900 | 1921 | 1961 | 1980 | 2011 | 2016 | 2019 | 2021 | 2024 |